# Adobe After Effects
Adobe After Effects – program firmy Adobe Inc. do tworzenia efektów specjalnych oraz kompozycji.
After Effects został zaprojektowany przez firmę Company of Science and Art (CoSA), która w 1993 r. została zakupiona przez firmę Aldus Corporation, ta zaś w 1994 r. została przejęta przez Adobe Systems, razem z programem Aldus PageMaker.
Program służy do postprodukcji filmowej i telewizyjnej, pozwalając łączyć wideo z grafiką, animacjami, tekstem i innymi elementami, oraz dodawać wizualne efekty specjalne. Otwarta budowa aplikacji pozwala projektować wtyczki rozszerzające jej funkcjonalność.